# Беташар

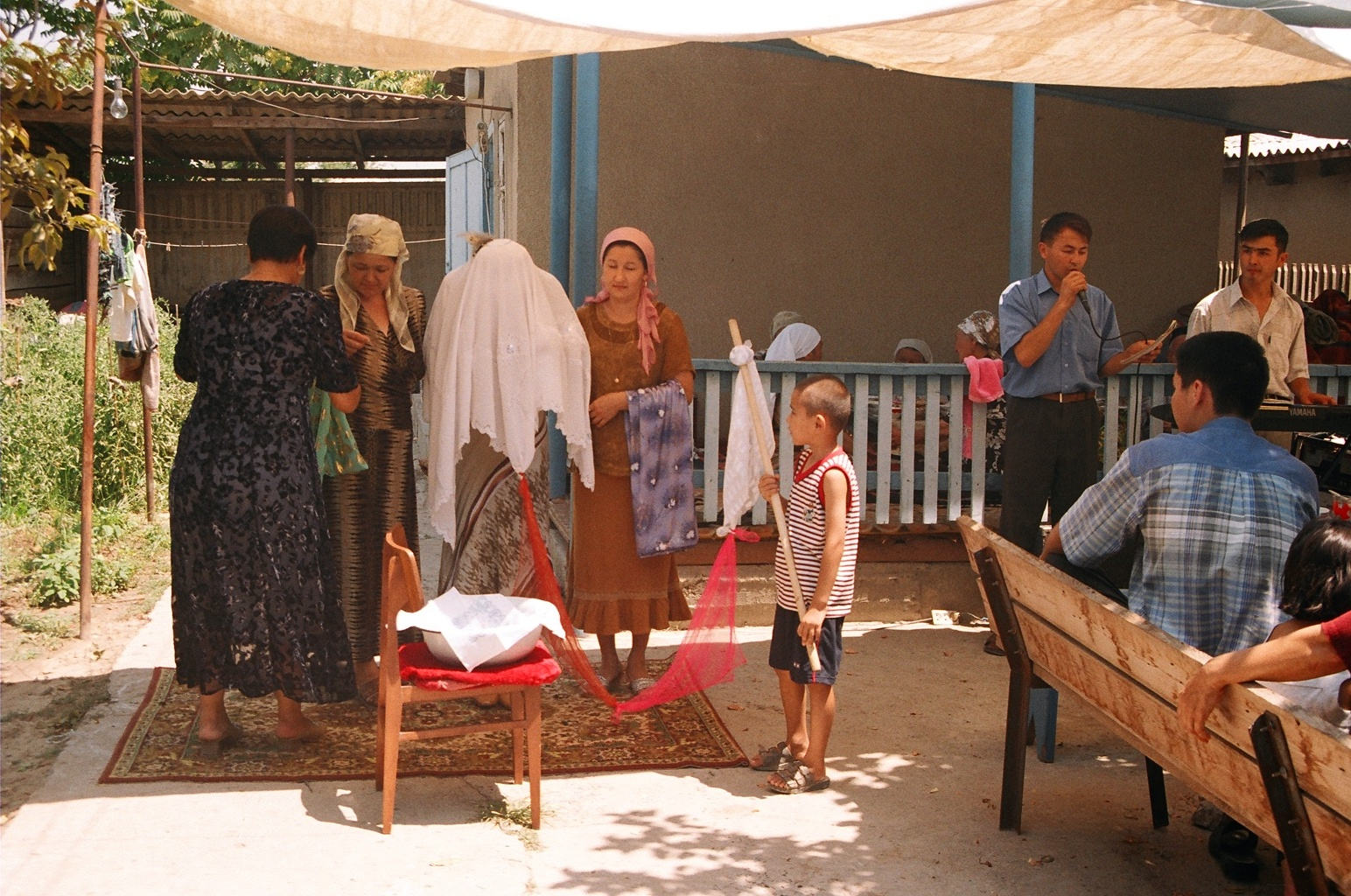
Церемонія беташару в південному Казахстані

Беташа́р (каз. беташар — букв. відкриття обличчя) — один з казахських весільних обрядів. Знайомство сім'ї майбутнього чоловіка з нареченою. Подібні обряди — бетачар, беточар існують у киргизів і узбеків.

## Традиційний казахський беташар
За казахською традицією, обличчя нареченої, яку привели в будинок батьків нареченого, не показували ні свекру, ні свекрусі, ні іншим родичам. Протягом трьох днів вона ночувала без чоловіка в компанії інших дівчат, а вранці четвертого дня влаштовували дастархан і проводили обряд беташар: обличчя нареченої накривали великим покривалом-шаллю, вдягали її в урочисте весільне вбрання, і виводили до запрошених на весілля родичів майбутнього чоловіка. В ході обряду наречену за руки виводили женге — дружини старших братів нареченого і молоді жінки з хорошою репутацією. Один з кінців накидки кріпився до домбри або до тростини і співак-імпровізатор — жирши виконував беташар жири, одночасно знайомлячи наречену з батьками і ріднею чоловіка.
У сучасному Казахстані церемонія беташар значною мірою втратила своє первісне значення — батьки чоловіка як правило встигають познайомитися з нареченою до весілля. На бенкеті, перед тим як молоді сідають за святковий стіл, вони під урочисту музику, під супровід пісні акина, в якій вихваляється краса і молодість нареченої, входять в залу. Наречена з'являється перед усіма гостями з покритою головою, з красивою накидкою, яка закриває її обличчя. Накидку перед обличчям нареченої, часом дуже красиву і незвичайну — у вигляді шатра, тримають красиві молоді дівчата. Наречена стоїть, схиливши голову, демонструючи повагу і смиренність перед старшими родичами нареченого. Відкриваючи обличчя дівчини, акин нагадує в пісні про обов'язки майбутньої дружини — поважати й шанувати родичів чоловіка, в усьому слухатися його, проявляти повагу до старших родичів чоловіка і його гостей, підтримувати домашнє вогнище і доглядати дітей чоловіка. Під час ритуалу наречена вітає кожного з гостей поклоном, а вони, в свою чергу оголошують подарунок, який вони вручать молодятам. Після беташара починається обряд  шәй ішу  — розпивання чаю, в ході якого батьки чоловіка та інші гості вперше п'ють чай з рук нареченої.